# Tatjana Zautys
Tatjana Zautys est une joueuse de volley-ball et de beach-volley allemande, née le 4 mai 1980 à Stuttgart. Elle mesure 1,82 m et joue au poste de réceptionneuse-attaquante. Elle totalise 13 sélections en équipe d'Allemagne.

## Clubs
| Club                    | De        | À         |
| ----------------------- | --------- | --------- |
| TSG Heidelberg-Rohrbach | 2001-2002 | 2001-2002 |
| SV Sinsheim             | 2002-2003 | 2003-2004 |
| Bayer 04 Leverkusen     | 2004-2005 | 2005-2006 |
| USC Münster             | 2006-2007 | 2007-2008 |
| VC Stuttgart            | 2008-2009 | 2009-2010 |
| Rote Raben Vilsbiburg   | 2010-2011 | 2010-2011 |
| VC Stuttgart            | 2011-2012 | 2013-2014 |

## Palmarès
- Coupe d'Allemagne
  - Finaliste : 2005.